# Lijst van burgemeesters van Stadskanaal
Dit is een lijst van burgemeesters van de Nederlandse gemeente Stadskanaal in de provincie Groningen. Op 1 januari 1969 werd een deel van de voormalige gemeente Wildervank gevoegd bij de voormalige gemeente Onstwedde. De nieuwe gemeente die hieruit ontstond, kreeg de naam Stadskanaal.
| Ambtsperiode | Naam burgemeester         | Partij of stroming | Bijzonderheden |
| ------------ | ------------------------- | ------------------ | --- |
| 1969 - 1976  | Sieto Robert Knottnerus   | CHU                | was burgemeester van de opgeheven gemeente Onstwedde                                                                       |
| 1977 - 1985  | Auke Beckeringh van Rhijn | CHU                | was burgemeester van Beilen                                                                                                |
| 1985 - 1992  | Frits Brink               | CDA                | was burgemeester van Nieuwleusen, werd burgemeester van Veenendaal                                                         |
| 1992 - 1996  | Henk Rebel                | CDA                | was burgemeester van Bunnik                                                                                                |
| 1996 - 2009  | Jur Stavast               | CDA                | eerst waarnemend |
| 2009 - 2018  | Baukje Galama             | VVD                | was burgemeester van Vlieland; ontslag ingediend 16 febr. 2018                                                             |
| 2018         | Gert-Jan Boels            | CDA                | was op 29 maart 2018 voor 15 minuten waarnemend burgemeester, om via die weg de nieuwe gemeenteraad te kunnen installeren. |
| 2018 - 2020  | Froukje de Jonge          | CDA                | waarnemend, werd opnieuw wethouder van Almere                                                                              |
| 2020 - 2021  | Yvonne van Mastrigt       | PvdA               | waarnemend, was waarnemend burgemeester van Stichtse Vecht, werd waarnemend burgemeester van Woudenberg                    |
| 2021 - heden | Klaas Sloots              | GL                 | was wethouder van Zwolle                                                                                                   |